# Redonographa
Redonographa is een geslacht in de familie Stictidaceae. De typesoort is Redonographa chilensis.

## Soorten
Volgens Index Fungorum telt dit geslacht vijf soorten (peildatum december 2021):
| Soortnaam                  | Auteur(s)                           | Publicatiejaar |
| -------------------------- | ----------------------------------- | -------------- |
| Redonographa chilensis     | (Zahlbr.) Lücking & Tehler          | 2013           |
| Redonographa galapagoensis | Bungartz & Lücking                  | 2013           |
| Redonographa parvispora    | R. Miranda, Barcenas-Peña & Lücking | 2020           |
| Redonographa saxiseda      | (Zahlbr.) Lücking & Tehler          | 2013           |
| Redonographa saxorum       | (Egea & Torrente) Lücking & Tehler  | 2013           |